# San Rafael (San Ramón)
San Rafael è un distretto della Costa Rica facente parte del cantone di San Ramón, nella provincia di Alajuela.